# Marie Tomášová
Marie Tomášová (ur. 18 kwietnia 1929 w Dobrovicach, zm. 25 maja 2025 w Mielniku) – czeska aktorka filmowa, teatralna, telewizyjna i dubbingowa.

## Wybrane role filmowe
- 1953: Anna proletariuszka (Anna proletářka) – Anna
- 1955: Sobór w Konstancji (Jan Hus) – Johanka
- 1956: Jan Žižka – Johanka
- 1957: Wrześniowe noce (Zářijové noci) – Marie Zábranová, żona porucznika
- 1958: Moralność pani Dulskiej (Morálka paní Dulské) – Hanka
- 1959: Taka miłość (Taková láska) – Lída Matysová
- 1962: Zielone horyzonty (Zelené obzory) – Marta Cimlerová
- 1965: Opowieści o dzieciach (Povídky o dětech) – matka
- 1967: Czworokąt śmierci (Čtyři v kruhu) – Jitka
- 1990: Czarodziejki z przedmieścia (Čarodějky z předměstí) – ciocia Ema